# Idrisz Baba türbéje
Idrisz Baba türbéje a pécsi Rókusdombon található muszlim síremlék. A pécsi Gyermekkórház kertjében található, hétköznap délelőtti órákban látogatható.

## Története
A türbe körül, a Rókus-domb déli lejtőjén a török hódoltság idején török temető volt.
Az 1591-ben épített terméskő anyagú sírboltot kupolával fedték le. A szúfi tanokat követve az alapja nyolcszögletű. A bejárat a Mekkával ellentétes oldalon van. Oldalfalaiban a szamárhátíves ablakok fölött kör alakú felülvilágítók vannak. Ajtónyílását csúcsíves záródású gótikus kőkeret szegélyezi, amely a jelenleg fülkeszerűen elfalazott eredeti bejárattól jobbra helyezkedik el. A kupola fedését ólomborítással vagy cseréppel oldották meg a török időkben, ezt mára felváltotta az időjárás viszontagságainak jobban ellenálló zsindelyfedés. Az épület homlokzata eredeti, vakolatlan kőarchitektúrájával a hazai török építészet egyik becses alkotása.
1693-ban a jezsuiták a pestiskórház kápolnájává alakították át és Szent Rókusról, a pestisesek védőszentjéről nevezték el (a domb is ennek nyomán kapta a ma is használatos nevét). Később lőporraktárként funkcionált. 1912-ben újították fel, melynek során részben fel is tárták.
Mai alakját 1961-ben nyerte el. Ekkor alakították vissza türbévé, miután felnyitották Idrisz baba sziklába vájt sírhelyét és megtalálták benne a Mekka felé fordított csontvázát. A benne található berendezéseket mind Törökország adományozta.
Ez a síremlék a Magyarországon megmaradt mindössze két türbe egyike (a másik a Gül Baba sírja). Mindkettő a muszlimok, és azon belül is a törökök zarándokhelye.

## Idrisz Baba, a veli
Idrisz Baba egy 16. századi muszlim veli, azaz szent életű ember, Allah közeli barátja volt. Idrisz Baba származása ismeretlen, ám az oszmán-kori veli többségéhez hasonlóan feltételezhetően ő is a Balkánról költözhetett magyar földre. Messze földön híres gyógyító volt. Közbenjáróként tartották számon, ezért sírjához azóta is járnak a muszlimok, az ilyen kegyes sírlátogatást az iszlám zijarahnak (törökösen: ziyaret) hívja. Baráti kapcsolatokat ápolt Telli Haszan boszniai pasával. Az 1961-es ásatáskor megtalálták hamvait.

## Lásd még
- Török-iszlám építészet Magyarországon